# Uraim, színpadra!
Az Uraim, színpadra! (eredeti cím: The Merry Gentlemen) 2024-ben bemutatott amerikai karácsonyi romantikus filmvígjáték, amelyet Peter Sullivan rendezett. A főbb szerepekben Britt Robertson és Chad Michael Murray látható.
A film 2024. november 20-án jelent meg a Netflixen.

## Cselekmény
Ashley Davis egy Broadway-táncosnő, akit 12 év után, karácsony előtt, menedzsere, Jodie, egy fiatalabb táncosnő helyettesít. Miután Ashley anyja, Lily felhívja, és közli vele, hogy ő és apja, Stan jegyet vettek a show-jára, Ashley úgy dönt, inkább hazatér szülővárosába, Sycamore Creekbe.
Ott megtudja, hogy szülei Rythym Room nevű előadásszínháza pénzügyi problémákkal küzd. A bérbeadó Denise folyamatosan emeli a bérleti díjat, így alig marad pénz a szükséges javításokra. Ráadásul alig vannak előadások, mert az újabb zenekarok mára már a nagyobb klubokat részesítik előnyben, és a közösségi médián keresztül több figyelmet generálnak. Szülei a kézműves és asztalos Luke-tól kapnak támogatást.
A Little Spoon Café-t most már nővére, Marie és férje, Rodger üzemelteti. Marie-tól Ashley megtudja, hogy Rodger korábban sztriptíztáncos volt leánybúcsúkon. A bérbeadó Denise közli, hogy egy gyümölcslébár érdeklődik a Rythym Room átvétele iránt január 1-jétől, beleértve a mintegy 30 000 dolláros adósságukat is. Az adósságok kifizetéséhez szükséges pénz előteremtése érdekében Ashley bejelenti a kizárólag férfi szereplőkkel rendelkező The Merry Gentlemen című revüt, és összeállít egy csapatot Luke-ból, Rodgerből és a csapos Troyból.
Az első sikeres előadás után Luke hazakíséri Ashley-t. Luke a felesége miatt jött Sycamore Creekbe. A házasságuk időközben felbomlott, de mivel jól érezte magát ott, maradt. Ashley egyrészt hiányolja a táncot, másrészt élvezte a show rendezését is. Miután Ashley elolvasta az első előadásról szóló pozitív kritikát, felveszi Ricky taxisofőrt, akit véletlenül látott néhány táncmozdulatot végrehajtani.
Minden előadásra egyre több néző jön, így végül teltházasak lesznek. Miután Rodger kificamítja a bokáját, helyette a nyugdíjas törzsvendég Danny ugrik be, aki végignézte a próbákat. Ashley-től megtudja, Troy már régóta nem látta Luke-ot ilyen boldognak, mióta a felesége, Amy elhagyta. Marie megkéri Ashley-t, hogy vigyen Luke-nak ebédet. A asztalosműhelyében végül táncolnak és csókolóznak.
Miután Ashley az irodában meglátja, hogy a műsorokkal már több mint 23 000 dollárt kerestek, Jodie felhívja. Mivel Ashley helyettese nem bírta a nyomást, és Flurona megbetegedett, Jodie arra kéri Ashley-t, azonnal térjen vissza New Yorkba. Jodie 25 százalékos fizetésemelést és hároméves szerződést kínál neki.
Ashley közli a tánccsoporttal, hogy visszatér New Yorkba. Luke csalódott, és bevallja neki, hogy éppen beleszeretett. Később Luke véletlenül meghallja Marie és Ashley beszélgetését, amelyben Ashley bevallja érzéseit Luke iránt. Az út során a repülőtérre Ashley meggondolja magát, és visszatér. Közli Luke-kal, hogy lemondta Jodie-t. A karácsonyi vacsorán a családdal és a barátokkal Ashley átadja a 30 000 dollárt Denise-nek.

## Szereplők
| Szerep | Színész              | Magyar hang            |
| ------ | -------------------- | ---------------------- |
| Ashley | Britt Robertson      | Kardos Eszter          |
| Luke   | Chad Michael Murray  | Markovics Tamás        |
| Marie  | Marla Sokoloff       | Madarász Éva           |
| Stan   | Michael Gross        | Rosta Sándor           |
| Lily   | Beth Broderick       | Kiss Erika             |
| Danny  | Maxwell Caulfield    | Holl Nándor            |
| Denise | Maria Canals-Barrera | Törtei Tünde           |
| Jodie  | Meredith Thomas      | Orosz Anna             |
| Troy   | Colt Prattes         | Lovas Dániel           |
| Ricky  | Hector David Jr.     | Gacsal Ádám            |
| Rodger | Marc Anthony Samuel  | Horváth-Töreki Gergely |

### Magyar változat
- Magyar szöveg: Nacsa-Bán Zsanett
- Hangmérnök: Bederna László
- Felvevő hangmérnök: Szabó Tamás
- Vágó: Pilipár Éva
- Gyártásvezető: Masoll Ildikó
- Szinkronrendező: Vadász Bea
- Produkciós vezető: Horján Annamária

A szinkront a Direct Dub Studios készítette el.

## A film készítése
A filmet Marla Sokoloff forgatókönyvéből Peter Sullivan rendezte. A szereplőgárda élén Britt Robertson, Chad Michael Murray áll, továbbá szerepel benne Sokoloff, Beth Broderick, Michael Gross és Maxwell Caulfield is.

## Fogadtatás
A Rotten Tomatoes filmkritikai weboldalon 44%-os értékelést kapott 12 pozitív kritika alapján, az átlagértékelése 4,3 pont a 10-ből. A Metacritic oldalán 100-ból 34 pontot kapott 6 kritikus véleménye alapján, ami „általánosságban kedvezőtlen” értékelést jelent.